# Hurricane Venus
Hurricane Venus é o sexto álbum de estúdio em coreano (décimo quarto, no total) da cantora sul-coreana BoA, lançado em 5 de agosto de 2010, pela gravadora SM Entertainment. Hurricane Venus marca o décimo aniversário de carreira da cantora, e é seu primeiro álbum lançado na Coreia do Sul desde Girls on Top, de 2005. O álbum foi relançado em 27 de setembro, com um novo título, Copy & Paste, incluindo duas canções inéditas.

## Lista de faixas
| N.º            | Título                              | Letras                  | Música                                                | Duração |  |
| 1.             | "Game"                              | Kim Bu-min              | Hitchhiker                                            | 3:16    |  |
| 2.             | "Hurricane Venus"                   | BoA, Hong Ji-yu, Kenzie | Erik Lidbom, Anne Judith Wik, Martin Hansen           | 3:10    |  |
| 3.             | "Dangerous"                         | Kim Bu-min              | Thomas Troelsen, Engelina Larsen                      | 2:52    |  |
| 4.             | "옆 사람" (Stand By)                | Kim Dong-ryul           | Kim Dong-ryul                                         | 5:07    |  |
| 5.             | "M.E.P" (My Electronic Piano)       | Kim Jung-bae            | Kenzie                                                | 3:21    |  |
| 6.             | "Let Me"                            | BoA                     | BoA                                                   | 3:32    |  |
| 7.             | "한별" (Implode) (com Kim Jong-wan) | Kim Jong-wan            | Kim Jong-wan                                          | 6:32    |  |
| 8.             | "Adrenaline"                        | Kim Yi-na               | Lindy Robbins, Toby Gad                               | 3:05    |  |
| 9.             | "하루하루" (Ordinary Day)           | BoA                     | BoA                                                   | 4:47    |  |
| 10.            | "Don't Know What to Say"            | BoA                     | Vincent Paul Degiorgio, Robyn Newman, Matthew Tishler | 4:09    |  |
| 11.            | "로망스" (Romance)                  | Ahn Sin-ae              | Hwang Chan-hee                                        | 5:08    |  |
| Duração total: | Duração total:                      | Duração total:          | Duração total:                                        | 45:01   |  |

| Relançamento (Copy & Paste) |                                     |                                 | |         |  |
| N.º                         | Título                              | Letras                          | Música                                                                                              | Duração |  |
| 1.                          | "Copy & Paste"                      | Kenzie, Kang Ji-won, Kim Bu-min | Jens Gad, Lamenga Kafi, Erik Lewander                                                               | 3:43    |  |
| 2.                          | "Hurricane Venus"                   | BoA, Hong Ji-yu, Kenzie         | Erik Lidbom, Anne Judith Wik, Martin Hansen                                                         | 3:10    |  |
| 3.                          | "Dangerous"                         | Kim Bu-min                      | Thomas Troelsen, Engelina Larsen                                                                    | 2:52    |  |
| 4.                          | "I'm OK" (보고 싶더라)              | Wheesung                        | Ronny Svendsen, Nermin Harambasic, Robin Jenssen, Anne Judith Wik, Boyowa Olugbo, Qabaniso Malewesi | 3:35    |  |
| 5.                          | "Game"                              | Kim Bu-min                      | Hitchhiker                                                                                          | 3:16    |  |
| 6.                          | "옆 사람" (Stand By)                | Kim Dong-ryul                   | Kim Dong-ryul                                                                                       | 5:07    |  |
| 7.                          | "M.E.P" (My Electronic Piano)       | Kim Jung-bae                    | Kenzie                                                                                              | 3:21    |  |
| 8.                          | "Let Me"                            | BoA                             | BoA                                                                                                 | 3:32    |  |
| 9.                          | "한별" (Implode) (com Kim Jong-wan) | Kim Jong-wan                    | Kim Jong-wan                                                                                        | 6:32    |  |
| 10.                         | "Adrenaline"                        | Kim Yi-na                       | Lindy Robbins, Toby Gad                                                                             | 3:05    |  |
| 11.                         | "하루하루" (Ordinary Day)           | BoA                             | BoA                                                                                                 | 4:47    |  |
| 12.                         | "Don't Know What to Say"            | BoA                             | Vincent Paul Degiorgio, Robyn Newman, Matthew Tishler                                               | 4:09    |  |
| 13.                         | "로망스" (Romance)                  | Ahn Sin-ae                      | Hwang Chan-hee                                                                                      | 5:08    |  |
| Duração total:              | Duração total:                      | Duração total:                  | Duração total:                                                                                      | 52:22   |  |